# 泰勒艾卜耶德
泰勒艾卜耶德是敘利亞北部的城市，由拉卡省負責管轄，距離拉卡100公里，主要經濟活動有商業、農業和工業，農產品有小麥、大麥、玉米、棉花等，人口約300,000。